# Jaderná elektrárna Ašihama
Jaderná elektrárna Ašihama (japonsky 芦浜原子力発電所, Ašihama genširjoku hacudenšo) byla plánovaná jaderná elektrárna v Japonsku. Nacházet se měla v prefektuře Mie poblíž měst Okatagama a Kisei. Plánování elektrárny trvalo zhruba 37 let, v roce 2000 byl projekt zrušen. Elektrárnu měla vlastnit a provozovat společnost Čúbu Electric Power.

## Historie a technické informace

### Počátky
V roce 1963 společnost Chūbu Electric Power oznámila plány na výstavbu jaderné elektrárny Kumano s jedním jaderným reaktorem o výkonu 250 MW, která měla být vybudována v prefektuře Mie. Stavba měla být zahájena v dubnu 1966 a elektrárna měla zahájit pravidelný provoz v říjnu 1970. Zpočátku, v roce 1963, byla upřednostňována lokalita na hranici městských oblastí Nanto a Kisei. Krátce poté bylo místo přesunuto do města Kisei v zálivu Ašihama. Již v roce 1963 se Chūbu Electric Power zaplétal do diskusí s místními obyvateli, kteří sice z projektu nebyli nadšení, ale nekladli odpor, spíše se zapojovali do konstruktivních diskusí, které jsou o podobných projektů v Japonsku zvykem. Zejména místní rybáři se obávali možného poškození rybích populací nebo dokonce zničení místního rybářského průmyslu. Protože si byla společnost vědoma nebezpečí, byly zahájeny různé průzkumy lokality. Mělo jít o první jadernou elektrárnu, kterou chtěla společnost vybudovat, ale záliv Ašihama nebylo první místo, kde měl být tento projekt umístěn. Předtím se společnost pokoušela elektrárnu postavit v lokalitách Hamaoka (kde později byla skutečně jaderná elektrárna postavena) a Suzu. Tam však narazila na mnohem větší odpor obyvatelstva.
Chūbu Electric Power později navrhla kompenzační platby městu za to, že zde bude moct postavit jadernou elektrárnu, ale místní opozice se s tím nesmířila a nabrala sílu dalším svolávacím hnutím. Stejně tak místní konzervativní politici podpořili opozici, ačkoli většina politiků v prefektuře Mie projekt podpořila. V roce 1966 vydal stát příkaz k opuštění projektu. V červenci 1967 se společnost rozhodla zkusit postavit znovu jadernou elektrárnu Hamaoka i přes odpor. V důsledku toho se lokalita Ašihama stala první lokalitou v Japonsku, která byla až do odvolání zablokována, aby se dala v případě potřeby použít pro výstavbu elektrárny v budoucnu.
Důsledkem zrušení projektu vznikl do roku 1972 deficit elektrické energie zhruba 1900 MW. Počítalo se, že elektrárna mohla provozovat dva varné reaktory o výkonu 1100 MW každý.

### Nový projekt
Chūbu Electric Power si po zrušení ponechala lokalitu v záloze pro využití v budoucnu. Po volbách starosty v Kisei v březnu 1978 byl zvolen starosta, který byl proti projektu; Stavba byla tedy zpočátku považována za téměř nemožnou. V roce 1993 společnost opět přišla s návrhem na výstavbu jaderné elektrárny, ale s novým projektem, který stanovil výstavbu dvou varných reaktorů ABWR o výkonu 1350 MW. Japonské ministerstvo mezinárodního obchodu a průmyslu oznámilo, že oficiálně schválí tuto elektrárnu a osm dalších nových jaderných elektráren mezi lednem a březnem 1995. Podle hospodářského plánu měla výstavba elektráren proběhnout v letech 1997 až 2000 a zprovoznění v letech 2003 až 2006. Pozemek závodu o rozloze 350 hektarů zůstal v majetku Chūbu Electric Power, ale v roce 1995 opět nezanedbatelná část obyvatel proti projektu otočila zády. V roce 2000 se guvernér prefektury Mie, Masajasu Kitagawa, vyslovil proti jaderné elektrárně Ašihama a oznámil, že ji nepodpoří. Nařídil společnosti, aby v projektu nepokračovala.

## Informace o reaktorech
| Reaktor   | Typ reaktoru | Výkon | Výkon   | Zahájení výstavby                      | Připojení k síti                       | Uvedení do provozu                     | Uzavření |
| Reaktor   | Typ reaktoru | Čistý | Hrubý   | Zahájení výstavby                      | Připojení k síti                       | Uvedení do provozu                     | Uzavření |
| --------- | ------------ | ----- | ------- | -------------------------------------- | -------------------------------------- | -------------------------------------- | -------- |
| Ašihama-1 | ABWR         |       | 1350 МW | plánovaná výstavba zrušena v roce 2000 | plánovaná výstavba zrušena v roce 2000 | plánovaná výstavba zrušena v roce 2000 |          |
| Ašihama-2 | ABWR         |       | 1350 МW | plánovaná výstavba zrušena v roce 2000 | plánovaná výstavba zrušena v roce 2000 | plánovaná výstavba zrušena v roce 2000 |          |